# Epitaphion

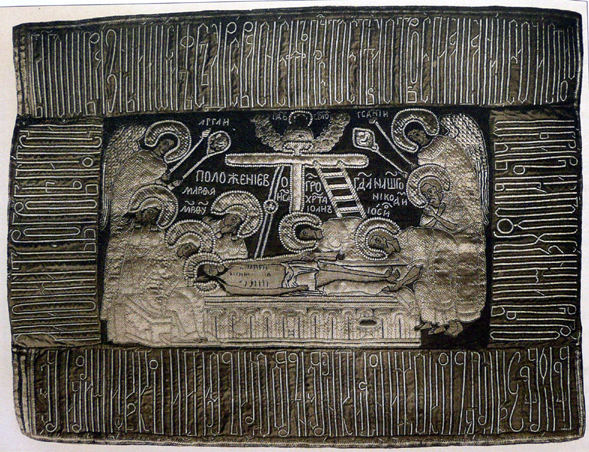
Epitaphion del XVII secolo della chiesa Fëdorovskaja a Jaroslavl'

L'Epitaphios (Greco: Ἐπιτάφιος, epitáphios, o Ἐπιτάφιον, epitáphion; Slavonico: Плащаница, plashchanitsa; Arabo: نعش, naash) è un'icona,
che oggi più spesso si trovano in un grande panno, ricamato e spesso riccamente ornato, che viene utilizzato durante la Liturgia del Venerdì Santo e Sabato Santo nelle Chiese orientali ortodosse e nelle Chiese orientali cattoliche che seguono il rito bizantino. Esiste anche in forma dipinta o mosaico, su parete o pannello.
L'Epitaphios è anche una comune forma abbreviata di Epitáphios Thrēnos, la "Lamentazione sulla Tomba" in Greco, che è la parte principale del servizio religioso del Mattutino del Sabato Santo, officiato la sera del Venerdì Santo.

## Etimologia
La parola Epitáphios è composta dal Greco επί, epí, "su" o "sopra", e τάφος, táphos, "fossa" o "tomba".

## Iconografia

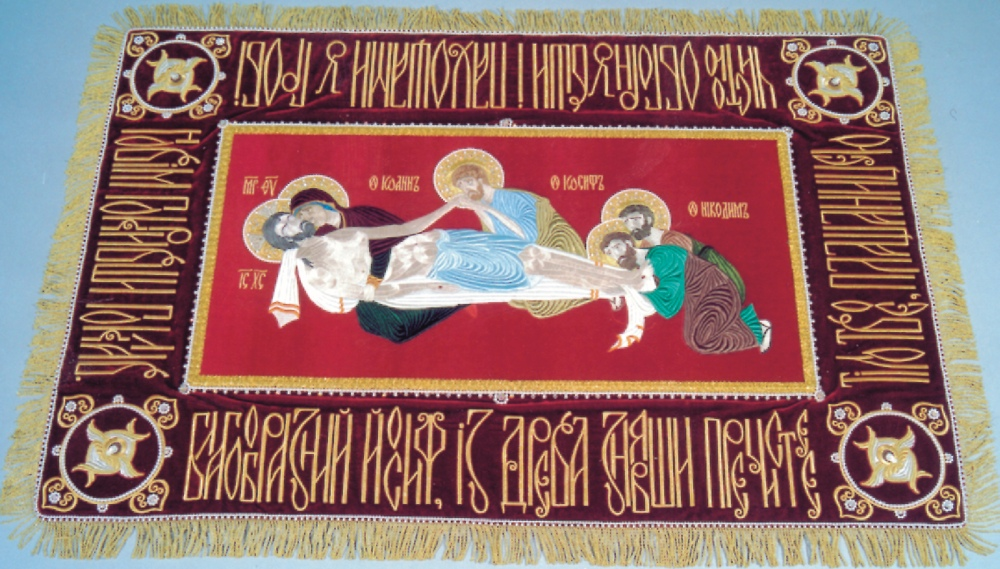
Epitaphios ricamato a mano (Plashchanitza) in posizione orizzontale.

L'icona raffigura Cristo dopo che è stato levato dalla croce, supino, mentre si sta preparando il suo corpo per la sepoltura. La scena è tratta dal Vangelo di San Giovanni Apostolo (Giovanni 19:38-42|VSG). Mostrata intorno a lui, e in lutto per la sua morte, potrebbe essere sua madre (la Theotókos o Beata Vergine Maria); Giovanni il discepolo prediletto; Giuseppe di Arimatea; e Maria Maddalena, così come gli angeli. Possono anche essere illustrati Nicodemo e altri. Spesso i Quattro Evangelisti saranno raffigurati negli angoli. A volte, il corpo di Cristo appare da solo, tranne che per gli angeli, come se si trovasse in quel posto. La più antica icona superstite ricamata, circa del 1200 (Venezia) è in questa forma. I soggetti equivalenti in Occidente sono chiamati "L'unzione del corpo di Cristo", o Compianto sul Cristo morto (con un gruppo presente), o la Pietà, con un solo Cristo tenuto da Maria.

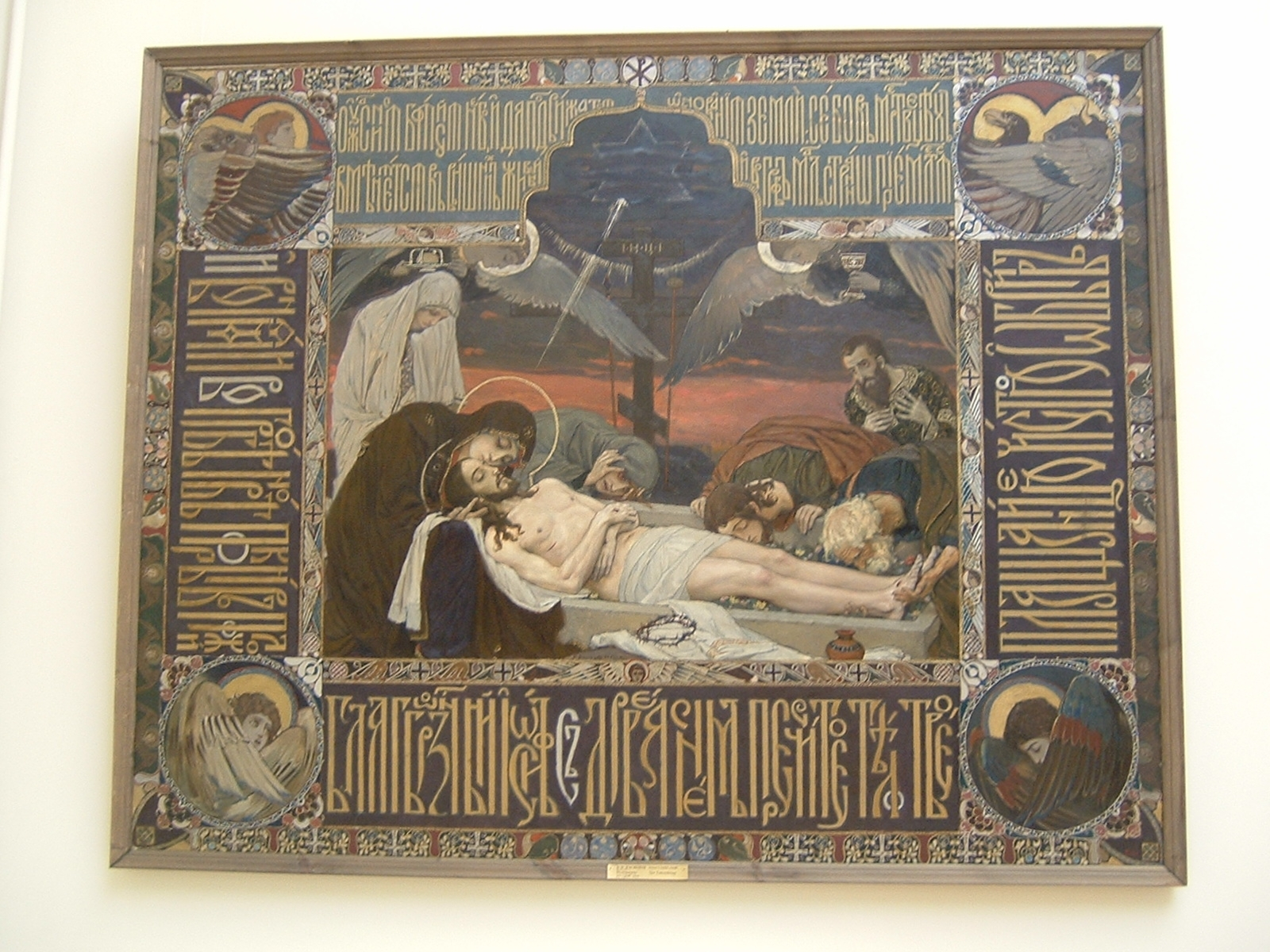
Epitaphios dipinto da Viktor Vasnetsov, 1896 (Museo russo, San Pietroburgo).

L'immagine può essere ricamata o dipinta su tessuto o qualche altro substrato, che viene poi montato in un bordo di telo largo (bordeaux è il colore più comune) spesso con bordo frangiato in oro. Di solito il troparion del giorno è ricamato a lettere d'oro attorno ai bordi dell'icona:
Il Nobile Giuseppe, deponendo il Tuo Corpo purissimo dalla Croce, lo ha avvolto in un lenzuolo pulito, con spezie dolci, e lo ha deposto in un sepolcro nuovo.
Nel tardo periodo bizantino, l'icona raffigurante la sepoltura di Gesù è stata comunemente dipinta sotto un Cristo Pantocratore nell'abside della prothesis (il luogo del presbiterio in cui viene effettuata la preparazione della liturgia nella Chiesa ortodossa orientale e nella Chiesa cattolica orientale), che illustra un inno liturgico che celebra Cristo "sul trono di sopra e nella tomba sotto". L'icona, in particolare una versione su pannello di mosaico portato a Roma, probabilmente nel XII secolo, sviluppata in Occidente col soggetto Cristo dolente, era enormemente popolare nel tardo Medioevo, anche se l'immagine mostra un Cristo vivo, normalmente con gli occhi aperti.

## Uso in Liturgia

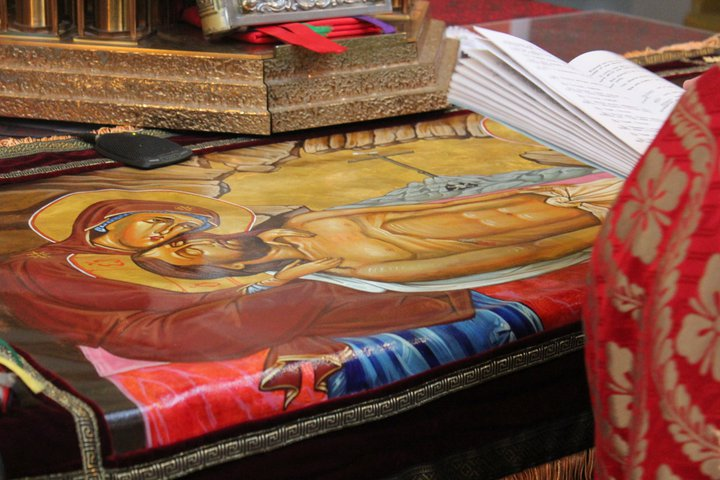
Un Epitaphos posto sulla sacra mensa in una Chiesa greco-cattolica ucraina San Giuseppe dei promessi Sposi a Chicago.

L'Epitaphios è usato negli ultimi due giorni della Settimana Santa nel rito bizantino, come parte delle cerimonie per la morte e la risurrezione di Cristo. Viene poi posto sulla "Sacra Mensa" (altare), dove rimane per tutto il periodo pasquale.

## Epitaphios della Theotokos

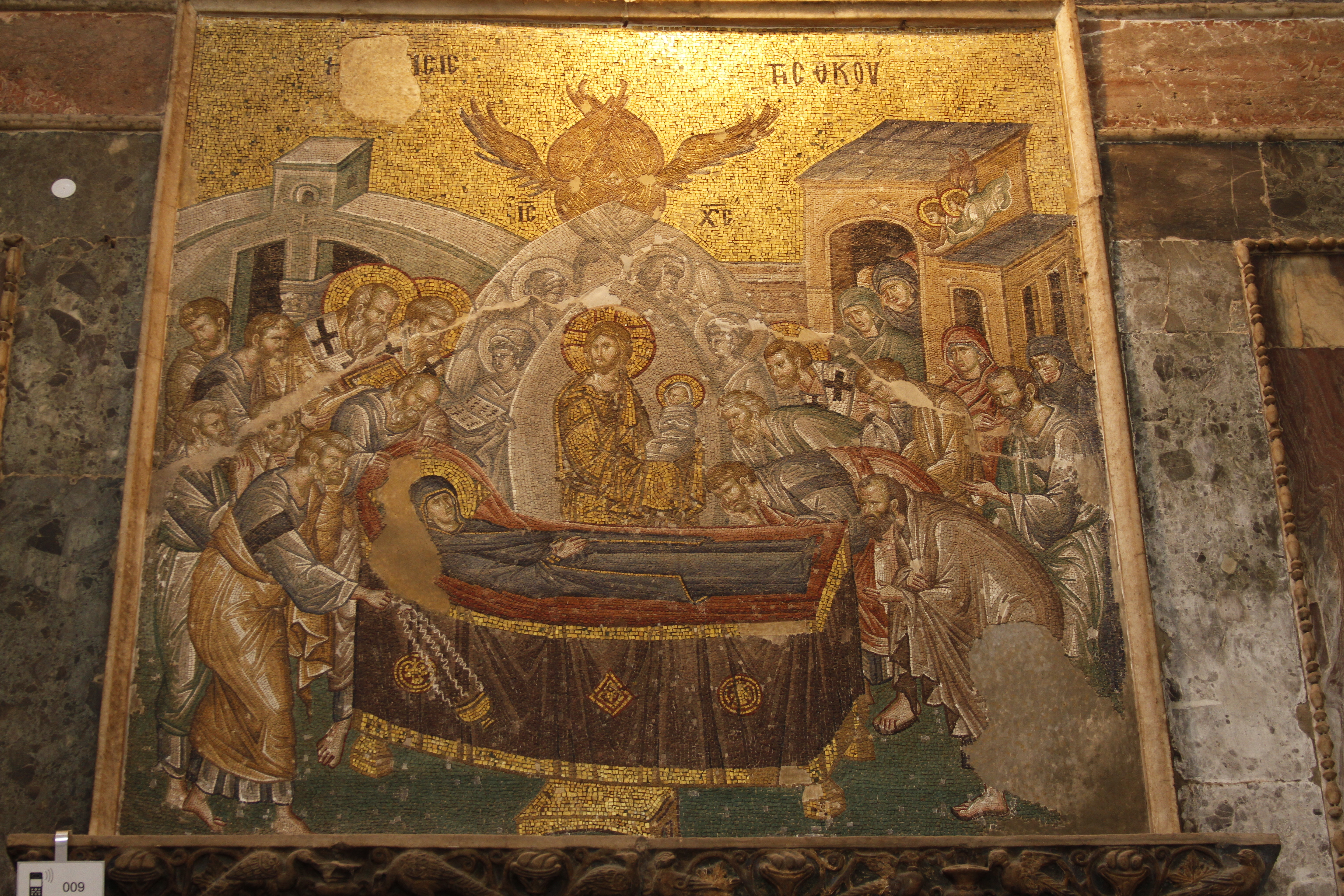
Mosaico della Dormizione di Maria, XIV secolo (Chiesa di Chora, Costantinopoli).

Esiste anche un Epitaphios della Theotókos (Maria, madre di Gesù). Anche questa è l'icona di un panno ricamato, ma che rappresenta invece il corpo della Theotokos che giace supina. Questo è usato in occasione della festa della Dormizione della Theotokos il 15 agosto, conosciuta in occidente come la Assunzione di Maria. L'Epitaphios della Theotokos è usato con corrispondenti inni di doglianza, posto in una bara e portato in processione nello stesso modo come l'Epitaphios di Cristo, anche se non è mai posto sulla Sacra Mensa.
Il Rito della "sepoltura della Theotokos" è iniziato a Gerusalemme, e da lì si è diffuso in Russia, dove è stato utilizzato nella Cattedrale Uspensky (Dormizione) a Mosca. Il suo uso si è lentamente diffuso tra la Chiesa ortodossa russa, anche se non è affatto una officiatura standard in tutte le parrocchie, o anche nella maggior parte delle cattedrali o monasteri. A Gerusalemme, il servizio liturgico è cantato durante la veglia notturna della Dormizione di Maria. In alcune chiese e monasteri russi, è svolto il terzo giorno dopo la Dormizione.